# Ferrari Daytona SP3

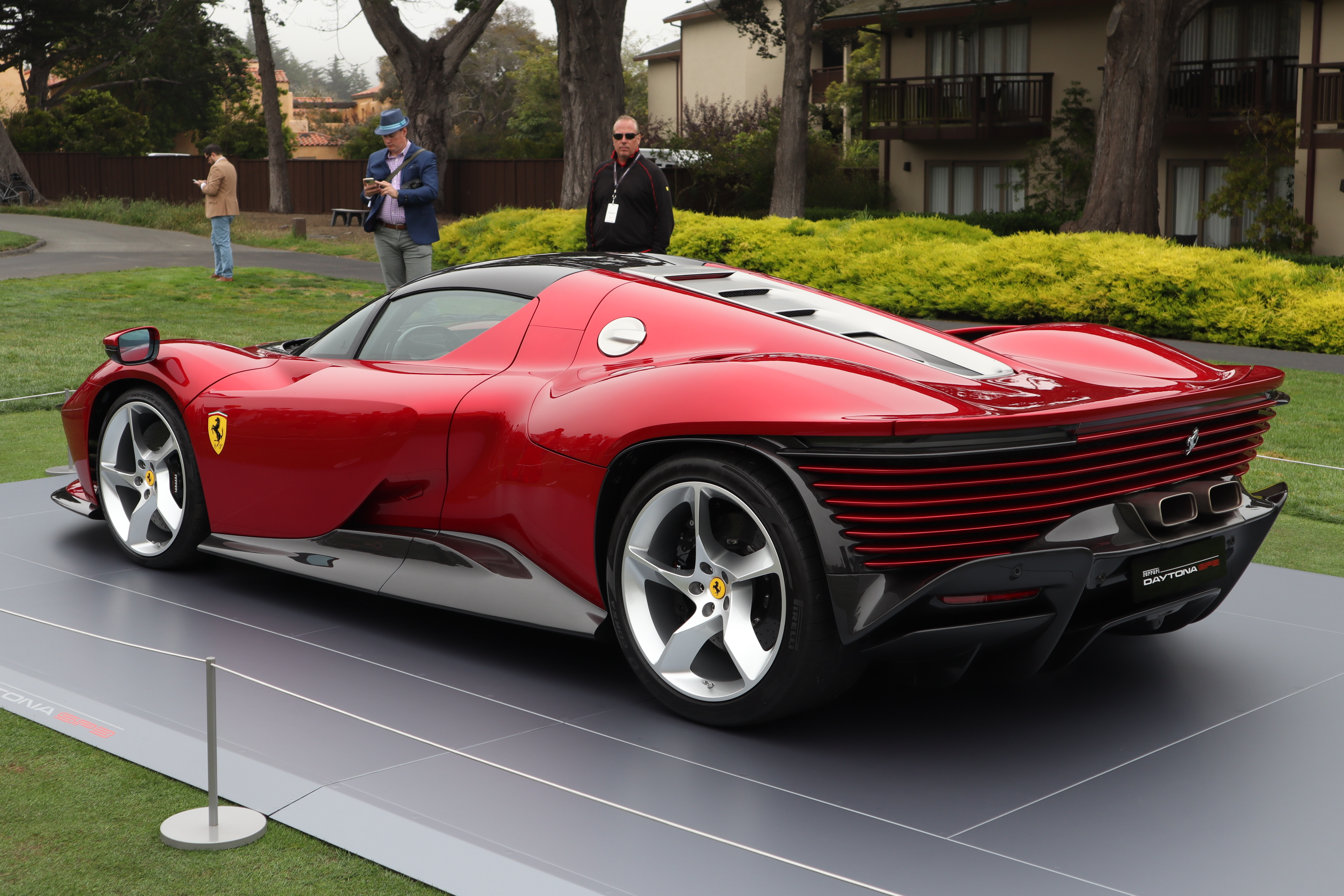

Ferrari Daytona SP— спортивний автомобіль обмеженого виробництва із середнім розташуванням двигуна італійського виробника автомобілів Ferrari, представлений 20 листопада 2021 року для 2023 модельного року. Daytona SP3 є останнім у серії високопродуктивних автомобілів «Icona», що випускаються Ferrari після серії Ferrari Monza SP. Всього будуть створені 599 екземплярів з 2022 року і продаватимуться за 2,25 мільйона доларів кожен. Daytona SP3 оснащений атмосферним 6,5-літровим V12, який використовується в 812 Superfast і знаменує собою перше повернення Ferrari до атмосферних двигунів для автомобілів обмеженої серії без гібридної електричної системи, починаючи з Ferrari Enzo, виготовленої в 2002 році.

## Двигун
- 6.5 L F140 HC V12 840 к.с. при 9250 об/хв 697 Нм при 7250 об/хв